# Bombus (Band)
Bombus (lat.: Hummeln) ist eine schwedische Heavy-Metal-/Hard-Rock-Band aus Göteborg. Die Band steht bei Century Media unter Vertrag und hat von 2010 bis 2024 fünf Alben veröffentlicht.

## Geschichte

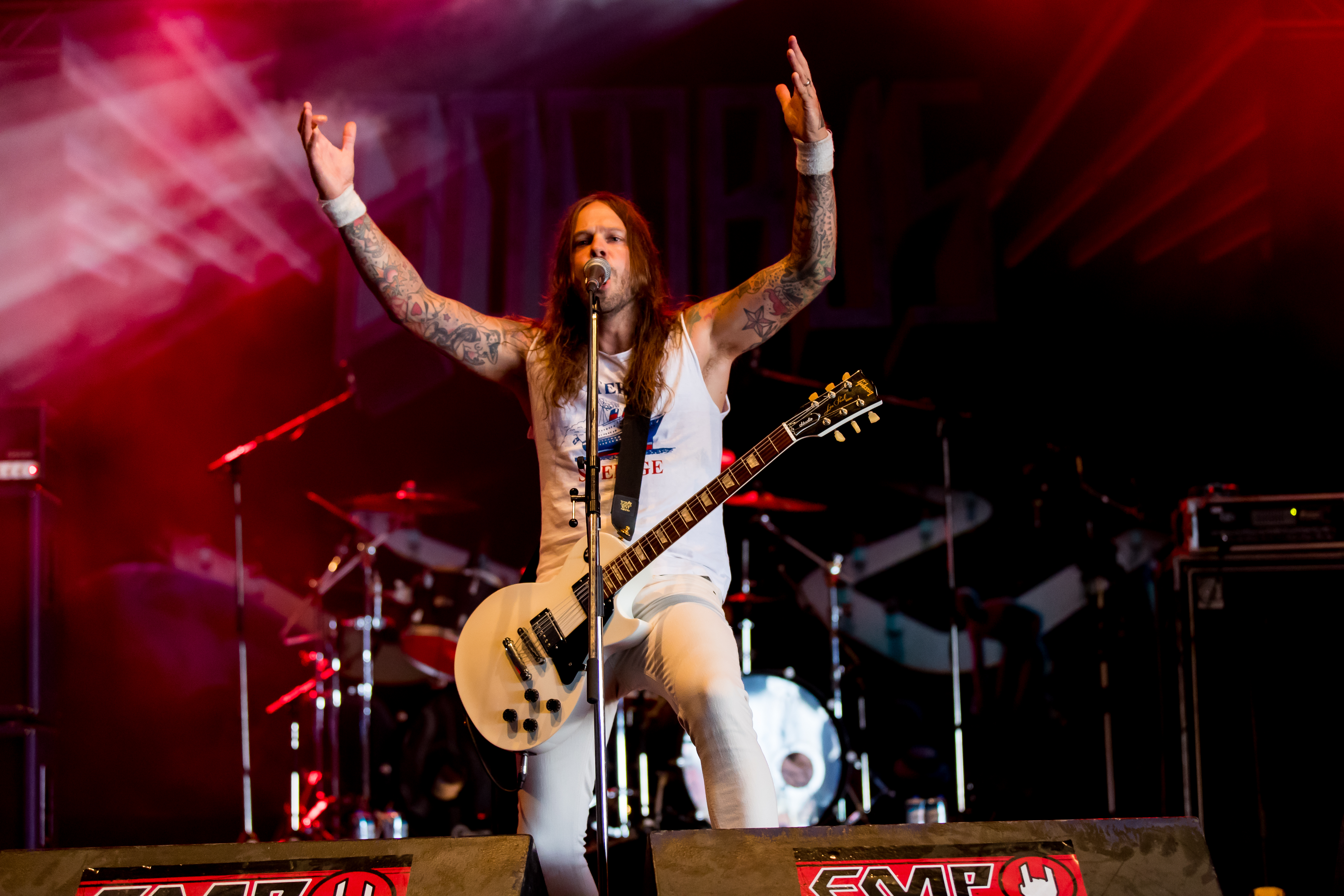
Bombus live beim Summer Breeze 2016

Die Band wurde im Jahre 2008 von dem Schlagzeuger Frederik „Fefe“ Berglund und dem Gitarristen Mattias „Matte“ Säker gegründet. Ein Jahr später komplettierten der Bassist Ulf Lundén und der Schlagzeuger Peter Asp (ex-Mary Beats Jane) die Band, während Frederik Berglund an die Gitarre wechselte. Ebenfalls im Jahre 2009 veröffentlichte die Band über das von Frederik Berglund gegründete Plattenlabel Mourningwood Recordings zwei 7"-Singles, bevor im Jahre 2010 das selbst betitelte Debütalbum folgte. 2011 veröffentlichte die Band die Single A Safe Passage / Cult Leader und trat auf dem Siesta!-Festival auf. Ein Jahr später verließ der Bassist Ulf Lundén die Band. Er blieb mit Bombus allerdings weiterhin verbunden, in dem er die Albencover entwirft. Sein Nachfolger wurde Jonas Rydberg, der wiederum 2015 von Ola Henriksson ersetzt wurde.
Zusammen mit dem Produzenten Olle Björk und Per Stålberg begann die Band mit den Arbeiten an ihrem zweiten Studioalbum, die sich über einen längeren Zeitraum hinzogen. Ende 2012 tourten Bombus durch Europa als Vorgruppe von Danko Jones, bevor im Frühjahr 2013 eine weitere Europatournee im Vorprogramm von The Sword folgte. Im April 2013 wurden Bombus vom deutschen Plattenlabel Century Media unter Vertrag genommen wurde. Im August 2013 erschien das zweite Studioalbum The Poet and the Parrot, mit dem die Band auf Platz 14 der schwedischen Albumcharts einstieg. Ende 2013 spielte die Band unter anderem bei den Hamburg Metal Dayz. Anfang 2014 spielten Bombus erstmals in Nordamerika als Vorgruppe ihrer Landsleute Graveyard. Es folgten zahlreiche Auftritte bei europäischen Festivals wie dem Greenfield Festival, Rock’n’Heim und dem Sweden Rock Festival.
Anfang 2015 spielte die Band eine weitere Europatournee im Vorprogramm von Monster Magnet. Im Sommer trat die Band erneut bei diversen Festivals wie Rock am Ring, dem Download-Festival oder dem Tuska Open Air Metal Festival und nahm dazwischen ihr drittes Studioalbum auf. Bassist Jonas Rydberg verließ zwischenzeitlich die Band, und wurde durch den ehemaligen Witchcraft-Bassisten Ola Henriksson ersetzt. Im Herbst 2015 tourten Bombus als Vorgruppe von Clutch durch Europa. Die Veröffentlichung des Albums Repeat Until Death erfolgte am 26. Februar 2016. Die Band spielte 2016 auf dem Nova Rock, dem Summer Breeze, dem Copenhell, dem FortaRock Festival und den Metal Hammer Awards auf. Ein Jahr später spielte die Band auf dem With Full Force und 2018 auf dem Tuska Open Air.
Im Jahre 2019 schloss sich der Gitarrist Simon Solomon der Band an, der zuvor bei Witchcraft spielte. Mit dem Produzenten Daniel Johansson nahm die Band ihr viertes Studioalbum Vulture Culture auf, dass am 15. November 2019 erschien und von Jens Bogren gemischt und gemastert wurde.

## Stil

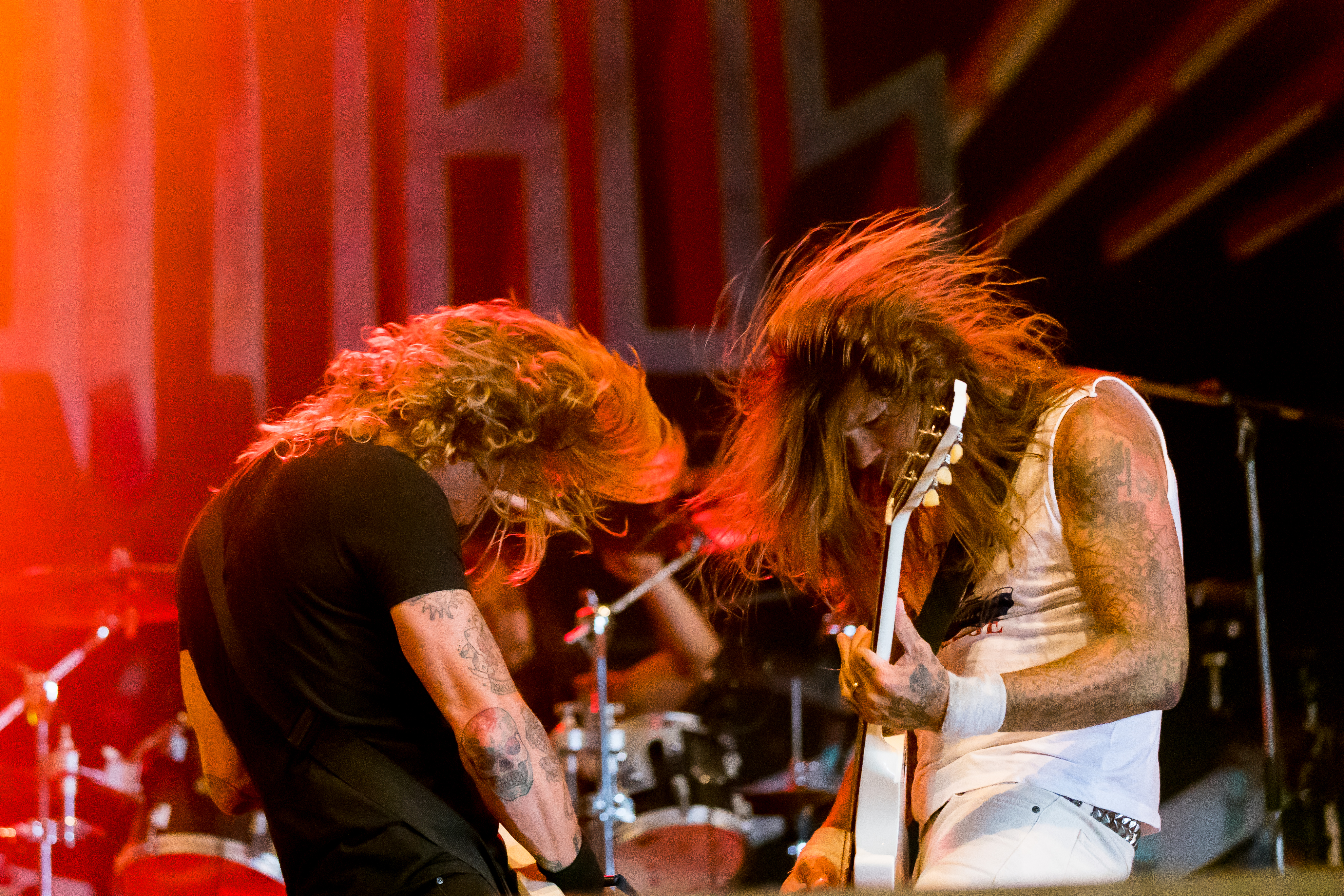
Bombus live beim Summer Breeze 2016

Bombus vermischen auf ihren Alben Einflüsse aus dem Heavy Metal, dem Hard Rock und dem Punk. Zu den Haupteinflüssen der Band zählen Gruppen wie Motörhead, Metallica, Melvins, Poison Idea oder die Dead Boys. In den Medien wird die Band zudem mit Turbonegro, Mastodon, Entombed oder Venom verglichen. Die häufigen Vergleiche von Bombus mit Bands wie Turbonegro oder Kvelertak können Bombus nicht nachvollziehen.

„Wir orientieren uns nicht an anderen Bands, sondern schreiben einfach Songs, die so klingen, wie sie unserer Meinung nach klingen sollten - ohne dabei einem konkreten Muster zu folgen.“

Eine Besonderheit von Bombus ist, dass die Band zwei gleichberechtigte Sänger hat. Dies ergab sich laut Frederik Berglund eher zufällig und hängt auch mit der ähnlich klingenden Stimme von Mattias Säker zusammen.

## Diskografie

### Alben
- 2010: Bombus
- 2013: The Poet and the Parrot
- 2016: Repeat Until Death
- 2019: Vulture Culture
- 2024: Your Blood

### EPs
- 2015: Free Sampler to Enter the Night and Let Her Die

### Singles
- 2009: Bring Me the Head of Your Dog / Deep River
- 2009: The Slaughter / Und so weiter
- 2011: A Safe Passage / Cult Leader
- 2013: Apparatus